# طوماس جاي دونوهيو
طوماس جاي دونوهيو (بالإنجليزية: Tom J. Donohue)‏ (12 أغسطس 1938 – 14 أكتوبر 2024) هو شخصية أعمال أمريكي، ولد في 1938 في بروكلين في الولايات المتحدة.

## وصلات خارجية
- طوماس جاي دونوهيو على موقع إن إن دي بي (الإنجليزية)